# Julienne Lusenge

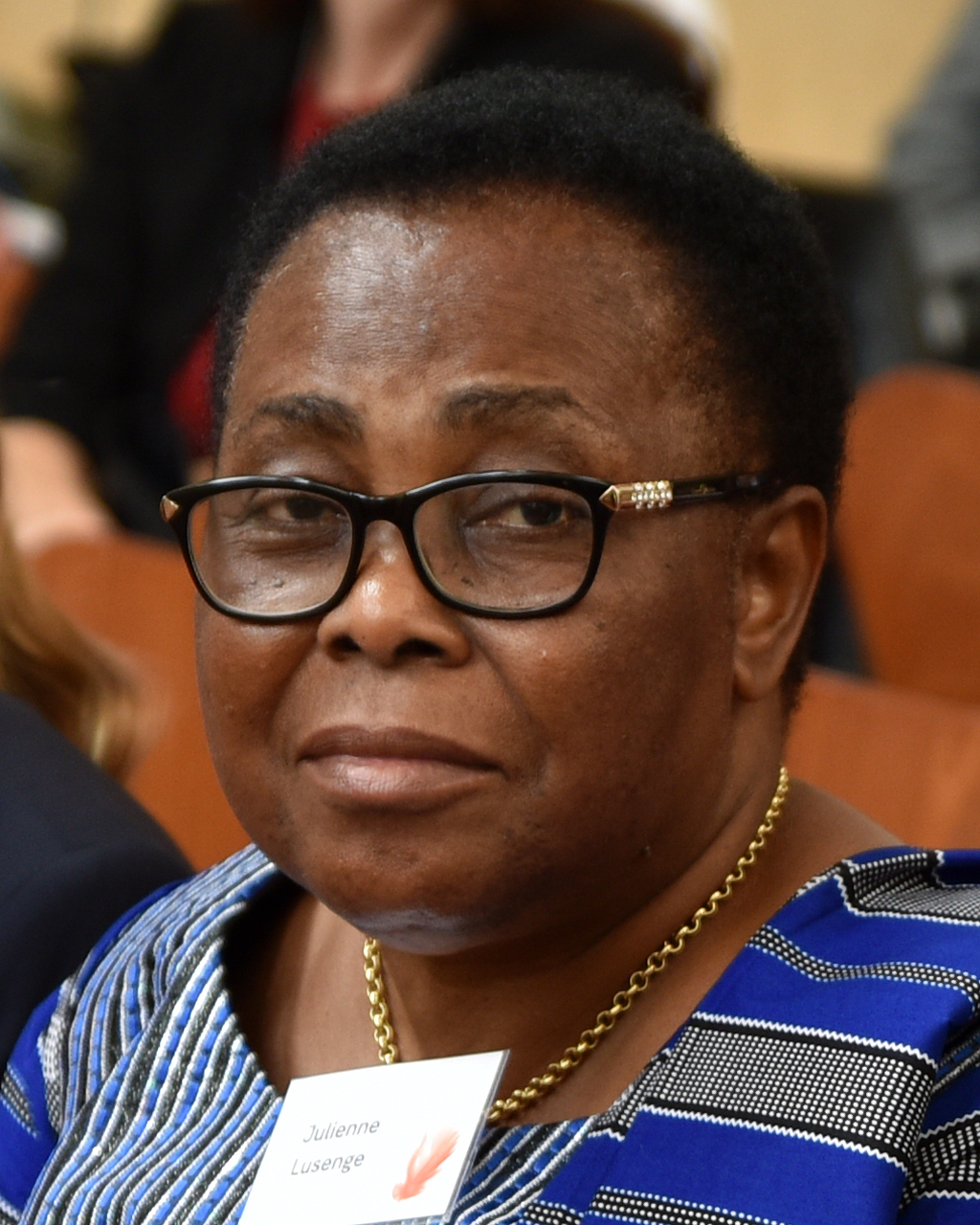
Julienne Lusenge (2023)

Julienne Lusenge (* 1958 in Haut-Uélé) ist eine kongolesische Menschenrechtsaktivistin und Journalistin, die sich für die Überlebenden sexueller Gewalt in Kriegszeiten einsetzt. Sie ist Mitbegründerin und Präsidentin der NGO Female Solidarity for Integrated Peace and Development (SOFEPADI) und Geschäftsführerin des Congolese Women’s Fund (FFC).

## Biografie
Lusenge wurde 1958 in Watsha, heute Haut-Uélé, geboren und wuchs dort mit Eltern auf, die ihren Aktivismus förderten.

### Radiojournalismus
Ihre Karriere startete als Radiojournalistin, 1978 erhielt sie ihre erste Anstellung bei einem kommunalen Sender.
Julienne Lusenge arbeitete 1998 als Journalistin im Osten der Demokratischen Republik Kongo (DRK), als der Bürgerkrieg ausbrach. Sie war eine humanitäre Radiomoderatorin, die Informationen über Gesundheit und Menschenrechte an Dorfbewohner in abgelegenen Gebieten weitergeben sollte. Lusenge reiste durch den Osten der Demokratischen Republik Kongo, um Frauen über ihr Leben zu befragen und ihre Geschichten in ihren Radiosendungen zu erzählen. Mit der Zeit begannen die Frauen, Vorfälle schrecklicher sexueller Gewalt zu schildern, die sie im Zuge der Eskalation des Krieges beobachtet hatten oder denen sie zum Opfer gefallen waren. Lusenge begann, den sexuellen Missbrauch zu dokumentieren und die Gewaltakte gegen Frauen öffentlich zu verurteilen.

### Menschenrechtsaktivismus

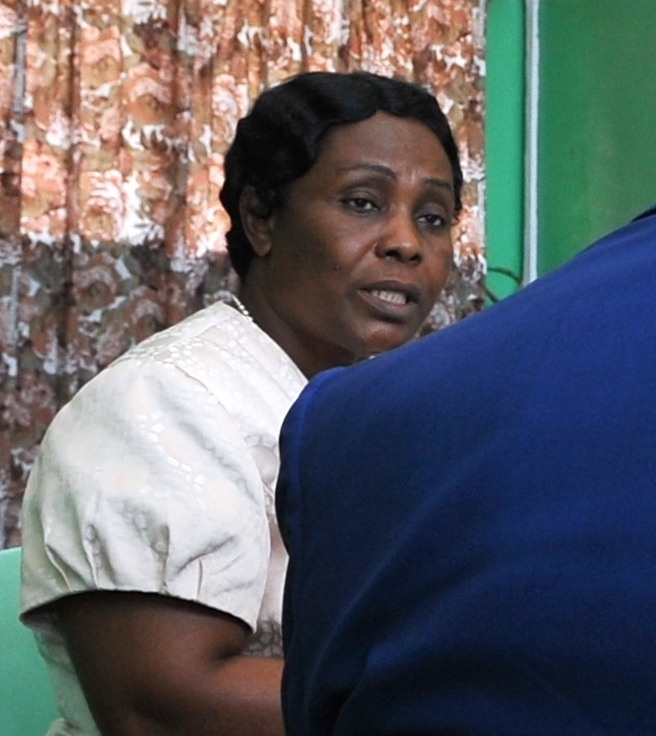
Julienne Lusenge in Kinshasa (2014)

Aus Empörung über die sexuelle Gewalt gegen Frauen in ihrem Land gründete Lusenge im Jahr 2000 zusammen mit 22 anderen Aktivisten SOFEPADI. Die Gruppe schloss sich zusammen, um internationale Organisationen, die in der Region tätig sind, einschließlich der Vereinten Nationen, auf das Problem der geschlechtsspezifischen Gewalt aufmerksam zu machen. Ihr Plan war es auch, Überlebende zu unterstützen, die sich von ihrem Trauma erholen, ihnen zu helfen, sich im Justizsystem zurechtzufinden und die Täter von sexuellen Übergriffen vor Gericht zu bringen.
Im Jahr 2007 gründete Lusenge eine zweite gemeinnützige Organisation, den Fonds für kongolesische Frauen (FFC), der kongolesische Frauenrechtsgruppen unterstützt und ihnen hilft, Finanzmittel von internationalen Gebern zu erhalten. Die Idee war, eine finanzielle Einrichtung zu schaffen, die die Kluft zwischen internationalen Gebern und lokalen Fraueninitiativen überbrückt.
Lusenge ist Seniorpartnerin eines neuen Projekts in der Demokratischen Republik Kongo mit Media Matters for Women, einer gemeinnützigen Organisation, deren Hauptaugenmerk auf der „Überbrückung der digitalen Kluft für isolierte Frauen und Mädchen in armen, abgelegenen Gemeinden in Afrika liegt, die keinen Zugang zu Informationen über ihre Rechte haben und von geschlechtsspezifischer Gewalt und zunehmender Armut bedroht sind“. Dort ist sie die Landesdirektorin des Wamame Tujenge Podcasts.
Lusenge hat sich auch über die Grenzen der Demokratischen Republik Kongo hinaus engagiert. Sie gehört dem beratenden Ausschuss der Internationalen Kampagne gegen Vergewaltigung und geschlechtsspezifische Gewalt in Konfliktzonen an.
Im Jahr 2020 ernannte die Weltgesundheitsorganisation (WHO) Lusenge zur Ko-Vorsitzenden (neben Aïchatou Mindaoudou) einer siebenköpfigen unabhängigen Kommission, die Vorwürfe der sexuellen Ausbeutung und des Missbrauchs durch Entwicklungshelfer während des Ebola-Ausbruchs 2018 in der Demokratischen Republik Kongo (DRK) untersuchen sollte.
Ab November 2023 sitzt Lusenge im Verwaltungsrat des Freiwilligen Fonds der UN für Folteropfer. Dieses Mandat gilt für drei Jahre.

## Auszeichnungen und Anerkennung

### Auszeichnungen der französischen Regierung
Lusenge wurde 2012 von der französischen Botschaft mit dem Menschenrechtspreis ausgezeichnet. Außerdem wurde sie 2013 von der französischen Regierung zum Ritter der Ehrenlegion ernannt.

### Ginetta-Sagan-Preis
Der Ginetta Sagan Fund (GSF) wurde zu Ehren von Ginetta Sagan gegründet, einer amerikanischen Menschenrechtsaktivistin, die vor allem durch ihre Arbeit bei Amnesty International bekannt wurde. Der GSF vergibt jährlich 20.000 Dollar, um „bemerkenswerte Frauen aus aller Welt zu ehren und zu unterstützen, die das Leben von Millionen Menschen zum Besseren verändern“. Nach ihrer Auszeichnung 2016 wurde Lusenge zusätzlich zu dem Stipendium in Höhe von 20.000 Dollar auch eingeladen, mit der GSF durch die Vereinigten Staaten zu reisen, um ihre Geschichte über den Kampf gegen Menschenrechtsverletzungen zu erzählen.

### Internationaler Preis für die Rechte der Frau

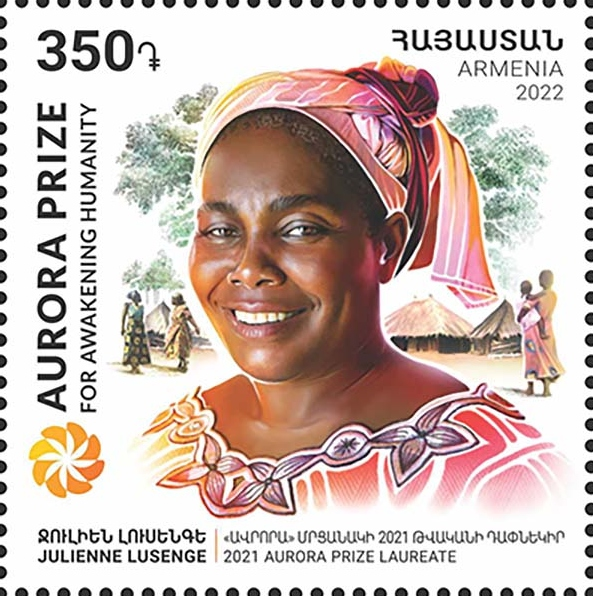

Lusenge hat für ihre Arbeit internationale Anerkennung erhalten. Im Jahr 2018 wurde Lusenge von einer Gruppe von 25 Menschenrechtsorganisationen mit dem Internationalen Preis für Frauenrechte 2018 des Genfer Gipfels für Menschenrechte und Demokratie ausgezeichnet. Sie erhielt den Preis bei einer Zeremonie am Sitz der Vereinten Nationen in Genf am 20. Februar 2018, wo sie vor 700 UN-Diplomaten, Menschenrechtsaktivisten und Journalisten sprach. Frau Lusenge wurde für den Preis ausgewählt „für ihren selbstlosen Einsatz für die Menschenrechte kongolesischer Frauen inmitten der Schrecken des Krieges und dafür, dass sie eine Stimme für die Stimmlosen ist“, sagte Hillel Neuer, der Geschäftsführer von United Nations Watch.

### International Women of Courage Award
Im Jahr 2021 wurde sie mit dem US-amerikanischen International Women of Courage Award ausgezeichnet.

### Aurora-Preis
Am 10. Oktober 2021 wurde ihr im armenischen Kloster auf der Insel San Lazzaro in Venedig, Italien, der Aurora-Preis für das Erwachen der Menschlichkeit verliehen.

### Menschenrechtspreis der Vereinten Nationen
Im Jahr 2023 erhielt Julienne Lusenge den United Nations Humand Rights Prize. Mit dieser Auszeichnung wurde ihr über vierzig Jahre andauernder Einsatz für die Menschenrechte von Frauen im Kongo geehrt.